# Agriphila brioniellus
Agriphila brioniellus — вид лускокрилих комах родини вогнівок-трав'янок (Crambidae).

## Поширення
Вид поширений в Південній і Східній Європі, в Туреччині, на Закавказзі та в Іраку. Присутній у фауні України.

## Опис
Довжина переднього крила 9-11 мм.

## Підвиди
- Agriphila brioniellus brioniellus
- Agriphila brioniellus subrioniella Bleszynski, 1959 (Ірак)